# Чемпіонат світу з футболу 2026 (кваліфікаційний раунд, УЄФА, група I)
Група I кваліфікації УЄФА Чемпіонату світу з футболу 2026 — одна з 12 груп УЄФА у  кваліфікації чемпіонату світу для визначення команд, які пройдуть до чемпіонату світу 2026. Група I складається з 5 команд: Італії, Норвегії, Ізраїлю, Естонії і Молдови. Команди зіграють одна з одною вдома та на виїзді за круговою системою.
Матчі відбуваються з 22 березня по 16 листопада 2025 року.
Переможець групи потрапить напряму до чемпіонату світу, а 2-е місце пройде до другого раунду (плей-оф).

## Турнірна таблиця
| Поз | Команда  | І | В | Н | П | ГЗ | ГП | РГ | О | Кваліфікація                         |        | Норвегія | Естонія | Ізраїль | Італія | Молдова |
| --- | -------- | - | - | - | - | -- | -- | -- | - | ------------------------------------ | ------ | -------- | ------- | ------- | ------ | ------- |
| 1   | Норвегія | 2 | 2 | 0 | 0 | 9  | 2  | +7 | 6 | Кваліфікація на чемпіонат світу 2026 |        | —        | 13 лис  | 11 жов  | 6 чер  | 8 вер   |
| 2   | Естонія  | 2 | 1 | 0 | 1 | 4  | 4  | 0  | 3 | Вихід до плей-оф                     |        | 9 чер    | —       | 6 чер   | 11 жов | 14 жов  |
| 3   | Ізраїль  | 2 | 1 | 0 | 1 | 4  | 5  | −1 | 3 |                                      |        | 2–4      | 2–1     | —       | 8 вер  | 16 лис  |
| 4   | Італія   | 0 | 0 | 0 | 0 | 0  | 0  | 0  | 0 |                                      | 16 лис | 5 вер    | 14 жов  | —       | 9 чер  |         |
| 5   | Молдова  | 2 | 0 | 0 | 2 | 2  | 8  | −6 | 0 |                                      | 0–5    | 2–3      | 5 вер   | 13 лис  | —      |         |

## Матчі
| 22 березня 2025 18:00 (19:00 UTC+2) |

| Молдова | 0–5                             | Норвегія                                                        |
| ------- | ------------------------------- | --------------------------------------------------------------- |
|         | Протокол (FIFA) Протокол (UEFA) | - Рюерсон 5' - Голанн 23' - Осгор 38' - Серлот 43' - Деннум 69' |

| Зімбру, Кишинів Глядачів: 9 342 Арбітр: Матей Юг (Словенія) |

| 22 березня 2025 20:45 |

| Ізраїль                    | 2–1                             | Естонія        |
| -------------------------- | ------------------------------- | -------------- |
| - Гейн 23' (аг) - Даса 75' | Протокол (FIFA) Протокол (UEFA) | - Паскочий 10' |

| Надьєрдеї, Дебрецен (Угорщина) Глядачів: 270 Арбітр: Никола Дабанович (Чорногорія) |

| 25 березня 2025 20:45 (21:45 UTC+2) |

| Молдова                           | 2–3                             | Естонія                                 |
| --------------------------------- | ------------------------------- | --------------------------------------- |
| - Ніколаєску 67' - Каймаков 90+1' | Протокол (FIFA) Протокол (UEFA) | - Пеетсон 19' - Саппінен 30' - Кяйт 70' |

| Зімбру, Кишинів Глядачів: 6 112 Арбітр: Лоуренс Віссер (Бельгія) |

| 25 березня 2025 20:45 |

| Ізраїль                         | 2–4                             | Норвегія                                                |
| ------------------------------- | ------------------------------- | ------------------------------------------------------- |
| - Абу-Фані 55' - Тургеман 90+3' | Протокол (FIFA) Протокол (UEFA) | - Меллер Вольфе 39' - Серлот 59' - Аєр 65' - Голанн 83' |

| Надьєрдеї, Дебрецен (Угорщина) Глядачів: 1 200 Арбітр: Кріс Кавана (Англія) |

| 6 червня 2025 20:45 (21:45 UTC+3) |

| Естонія    | 1–3                             | Ізраїль                                |
| ---------- | ------------------------------- | -------------------------------------- |
| - Кяйт 31' | Протокол (FIFA) Протокол (UEFA) | - Бітон 39', 49' - Абу-Фані 89' (пен.) |

| А. Ле Кок Арена, Таллінн Глядачів: 5 967 Арбітр: Віллі Делажо (Франція) |

| 6 червня 2025 20:45 |

| Норвегія                             | 3–0                             | Італія |
| ------------------------------------ | ------------------------------- | ------ |
| - Серлот 14' - Нуса 34' - Голанн 42' | Протокол (FIFA) Протокол (UEFA) |        |

| Уллевол, Осло Глядачів: 25 796 Арбітр: Хосе Марія Санчес Мартінес (Іспанія) |

| 9 червня 2025 20:45 (21:45 UTC+3) |

| Естонія | 0–1                             | Норвегія   |
| ------- | ------------------------------- | ---------- |
|         | Протокол (FIFA) Протокол (UEFA) | Голанн 62' |

| А. Ле Кок Арена, Таллінн Глядачів: 11 577 Арбітр: Срджан Йованович (Сербія) |

| 9 червня 2025 20:45 |

| Італія                         | 2–0                             | Молдова |
| ------------------------------ | ------------------------------- | ------- |
| - Распадорі 40' - Камб'язо 50' | Протокол (FIFA) Протокол (UEFA) |         |

| Мапеі, Реджо-нель-Емілія Глядачів: 18 771 Арбітр: Урс Шнідер (Швейцарія) |

| 5 вересня 2025 20:45 (21:45 UTC+3) |

| Молдова | —                               | Ізраїль |
| ------- | ------------------------------- | ------- |
|         | Протокол (FIFA) Протокол (UEFA) |         |

| Зімбру, Кишинів |

| 5 вересня 2025 20:45 |

| Італія | —                               | Естонія |
| ------ | ------------------------------- | ------- |
|        | Протокол (FIFA) Протокол (UEFA) |         |

| Стадіо Атлеті Адзуррі д'Італія, Бергамо |

| 8 вересня 2025 20:45 |

| Ізраїль | —                               | Італія |
| ------- | ------------------------------- | ------ |
|         | Протокол (FIFA) Протокол (UEFA) |        |

| Надьєрдеї, Дебрецен (Угорщина) |

| 9 вересня 2025 20:45 |

| Норвегія | —                               | Молдова |
| -------- | ------------------------------- | ------- |
|          | Протокол (FIFA) Протокол (UEFA) |         |

| Уллевол, Осло |

| 11 жовтня 2025 18:00 |

| Норвегія | —                               | Ізраїль |
| -------- | ------------------------------- | ------- |
|          | Протокол (FIFA) Протокол (UEFA) |         |

|  |

| 11 жовтня 2025 20:45 (21:45 UTC+3) |

| Естонія | —                               | Італія |
| ------- | ------------------------------- | ------ |
|         | Протокол (FIFA) Протокол (UEFA) |        |

|  |

| 14 жовтня 2025 20:45 (21:45 UTC+3) |

| Естонія | —                               | Молдова |
| ------- | ------------------------------- | ------- |
|         | Протокол (FIFA) Протокол (UEFA) |         |

|  |

| 14 жовтня 2025 20:45 |

| Італія | —                               | Ізраїль |
| ------ | ------------------------------- | ------- |
|        | Протокол (FIFA) Протокол (UEFA) |         |

|  |

| 13 листопада 2025 18:00 |

| Норвегія | —                               | Естонія |
| -------- | ------------------------------- | ------- |
|          | Протокол (FIFA) Протокол (UEFA) |         |

|  |

| 13 листопада 2025 20:45 (21:45 UTC+2) |

| Молдова | —                               | Італія |
| ------- | ------------------------------- | ------ |
|         | Протокол (FIFA) Протокол (UEFA) |        |

|  |

| 16 листопада 2025 20:45 |

| Ізраїль | —                               | Молдова |
| ------- | ------------------------------- | ------- |
|         | Протокол (FIFA) Протокол (UEFA) |         |

| [ ком 1 ] |

| 16 листопада 2025 20:45 |

| Італія | —                               | Норвегія |
| ------ | ------------------------------- | -------- |
|        | Протокол (FIFA) Протокол (UEFA) |          |

|  |

## Бомбардири
Забито 29 голів у 8 матчах, у середньому 3,62 гола за гру.
4 голи
- Ерлінг Голанн

3 голи
- Александер Серлот

2 голи
- Маттіас Кяйт
- Мохаммад Абу-Фані
- Дан Бітон

1 гол
- Максим Паскочий
- Расмус Пеетсон
- Рауно Саппінен
- Елі Даса
- Дор Тургеман
- Андреа Камб'язо
- Джакомо Распадорі
- Михайло Каймаков
- Іон Ніколаєску
- Тело Осгор
- Крістоффер Аєр
- Арон Деннум
- Давід Меллер Вольфе
- Антоніо Нуса
- Юліан Рюерсон

1 автогол
- Карл Гейн (проти Ізраїлю)